# Schweizerische Hochschulmeisterschaften 1919
Die 4. Schweizerischen Hochschulmeisterschaften (dazumal IV. Schweizerische Akademische Olympia) fanden vom 5. bis 6. Juli 1919 in Basel statt.

## Resultate

### Fechten

#### Deutsches Säbelfechten
| Platz | Athlet             | Hochschule        | Punkte |
| ----- | ------------------ | ----------------- | ------ |
| 1     | 21. Hermann Graf   | Universität Basel |        |
| 2     | 57. Ernst Stöcklin | Universität Basel |        |

Am 6. Juli 1919
2 Teilnehmer

#### Französisches Säbelfechten
| Platz | Athlet             | Hochschule           | Punkte |
| ----- | ------------------ | -------------------- | ------ |
| 1     | 33. Josef Karrer   | Universität Freiburg |        |
| 2     | 37. Fritz Vonaesch | Universität Basel    |        |
| 3     | 19. August Sulger  | Universität Basel    |        |

Am 6. Juli 1919
3 Teilnehmer (Ursprünglich 61. Pierre Nisot Freiburg anstelle von Sulger)

|  | Vorkampf | Vorkampf                     | Vorkampf |  |  | Endkampf | Endkampf       | Endkampf |
|  |          |                              |          |  |  |          |                |          |
|  | 19       | August Sulger (Pierre Nisot) |          |  |  |          |                |          |
|  | 33       | Josef Karrer                 |          |  |  | 37       | Fritz Vonaesch |          |
|  |          |                              |          |  |  | 33       | Josef Karrer   |          |

#### Florett
| Platz | Athlet            | Hochschule        | Punkte |
| ----- | ----------------- | ----------------- | ------ |
| 1     | 19. August Sulger | Universität Basel |        |
| 2     | 73. Henri Schmid  | Universität Basel |        |

Am 6. Juli 1919
2 Teilnehmer

### Schwimmen

#### 1600 Meter
| Platz | Athlet               | Hochschule        | Zeit (min) |
| ----- | -------------------- | ----------------- | ---------- |
| 1     | 04. Eduard Steuri    | Universität Basel | 10:18,6    |
| 2     | 16. Hans Lutz        | Universität Basel | 10:24,4    |
| 3     | 71. Paul Knuchel     | Zürich            |            |
| ?     | 42. E. Gnädinger     | Zürich            |            |
| ?     | 64. Riccardo Luzatto | Zürich            |            |
| ?     | 65. Carlos Garcia    | Zürich            |            |
| ?     | 74. Fritz Schütz     | Universität Basel |            |

Am 5. Juli 1919
Start: Schaffhauserrheinweg
Ziel: Rheinschanze St. Johann
7 Teilnehmer

### Spiele

#### Faustball
| Platz | Mannschaft                      | Hochschule        | Punkte          |
| ----- | ------------------------------- | ----------------- | --------------- |
| 1     | FC Old Boys                     | Universität Basel | 64 ISB / 74 NZZ |
| 2     | Alemannia Basel                 | Universität Basel | 56              |
| HF    | Rhenania Basel                  | Universität Basel |                 |
| HF    | Organisierte Wildenschaft Basel | Universität Basel |                 |

Am 5. Juli 1919 (Vorkämpfe) & 6. Juli 1919 Endkampf
4 Teilnehmer

|  | Vorkampf                        | Vorkampf |                 |             | Endkampf | Endkampf |
|  |                                 |          |                 |             |          |          |
|  |                                 |          |                 |             |          |          |
|  | Organisierte Wildenschaft Basel |          |                 |             |          |          |
|  | Alemannia Basel                 |          |                 |             |          |          |
|  |                                 |          | Alemannia Basel | 56          |          |          |
|  |                                 |          |                 | FC Old Boys | 64/74    |          |
|  | Rhenania Basel                  |          |                 |             |          |          |
|  | FC Old Boys                     |          |                 |             |          |          |
|  |                                 |          |                 |             |          |          |

#### Fussball
| Meister            |     | Finalgegner              |
| ------------------ | --- | ------------------------ |
| Universität Zürich | 2:0 | Universität Basel (Heim) |

Am 6. Juli 1919
2 Teilnehmer